# 南非平鮋
南非平鮋（学名：Sebastes capensis）為輻鰭魚綱鮋形目鮋亞目平鮋科的其中一種，為亞熱帶海水魚，分布於東南大西洋南非Tristan da Cunha及Gough群島海域，棲息深度20-275公尺，本魚體淡紅到褐色的，背部具有5-6灰白的斑點，背鰭硬棘13-14枚，背鰭軟條13-14枚，臀鰭硬棘3枚，臀鰭軟條6枚，體長可達37公分，棲息在底層水域，卵胎生，生活習性不明，可做為食用魚。
其种加词“capensis”意为“南非开普省的/好望角的”。